# Altendorf (Naumburg)
Altendorf ist der nach Einwohnerzahl kleinste Stadtteil der Stadt Naumburg im nordhessischen Landkreis Kassel.

## Geographie
Das Dorf liegt circa sechs Kilometer südlich von Naumburg im Tal des Eder-Zuflusses Elbe, eingefasst von den Hügelzügen des Hardtkopfes im Osten und des Alten Waldes (südlicher Ausläufer des Waldecker Waldes) im Westen. Die Umgebung ist geprägt von der Flussaue der Elbe sowie Feldern, welche ihrerseits in einen dichten Mischwald übergehen.

## Geschichte

### Ortsgeschichte
Die älteste bekannte schriftliche Erwähnung von Altendorf erfolgte unter dem Namen Aldendorp im Jahr 1206. Vom 13. bis zum 16. Jahrhundert war Altendorf, zusammen mit Elbenberg und der heutigen Wüstung Beltershausen, Teil der Elber Mark, einer Markgenossenschaft unter der Oberhoheit des Stifts St. Alban vor Mainz, das die Herren von Elben als Vögte einsetzte. Diesen gelang es, spätestens mit Einführung der Reformation in Hessen im Jahre 1526, aus ihrer Vogtei einen Besitz zu machen. Nach dem Aussterben der Herren von Elben im Mannesstamm ging das Lehen 1559 an das Adelsgeschlecht der von Buttlar über, Lehnsherr blieb das Kurfürstentum Mainz. 1803 fiel Altendorf infolge des Reichsdeputationshauptschlusses an die Landgrafschaft Hessen-Kassel.
Zum 31. Dezember 1971 wurde im Zuge der Gebietsreform in Hessen die bis dahin selbständige Gemeinde Altendorf auf in die Stadt Naumburg eingemeindet. Für alle nach Naumburg eingegliederten Gemeinden und die Kernstadt wurden Ortsbezirke mit Ortsbeirat und Ortsvorsteher nach der Hessischen Gemeindeordnung gebildet.

### Galeriegrab

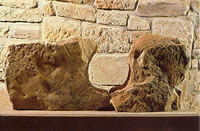
Türlochstein des Galeriegrabs Altendorf im Regionalmuseum Wolfhagen

1907 wurde am Ortsrand von Altendorf ein Galeriegrab aus dem 4. Jahrtausend v. Chr. entdeckt und 1934 freigelegt. Es wird der megalithischen Wartberg-Kultur zugerechnet und enthielt Werkzeuge, Töpferwaren sowie die Überreste von 235 Menschen. Sichtbare Überreste des Grabes sind heute nicht mehr vorhanden.

### Burgstall und Wüstung
Am südlichen Rand des Stadtteils am unteren, östlichen Ende einer flachen Anhöhe nördlich des Heiligenbergs am Ufer des Ederzuflusses Elbe, wo diese in ihrem allgemein südlichen Verlauf eine enge Nordost-Schleife beschreibt, liegt links der Elbeschleife der Burgstall Beltershausen und rechts in der Schleife der ehemals zugehörige Ort, die heutige Wüstung Beltershausen.

## Bevölkerung
Einwohnerstruktur 2011
Nach den Erhebungen des Zensus 2011 lebten am Stichtag, dem 9. Mai 2011, in Altendorf 225 Einwohner. Darunter waren keine Ausländer. Nach dem Lebensalter waren 39 Einwohner unter 18 Jahren, 81 zwischen 18 und 49, 45 zwischen 50 und 64 und 174 Einwohner waren 60 und älter. Die Einwohner lebten in 87 Haushalten. Davon waren 18 Singlehaushalte, 30 Paare ohne Kinder und 36 Paare mit Kindern, sowie 6 Alleinerziehende und keine Wohngemeinschaften. In 21 Haushalten lebten ausschließlich Senioren und in 45 Haushaltungen lebten keine Senioren.
Einwohnerentwicklung
| Quelle: Historisches Ortslexikon |                  |
| • 1579:                          | 21 Haushaltungen |
| • 1692:                          | 28 Haushaltungen |
| • 1731:                          | 24 Häuser        |

| Altendorf: Einwohnerzahlen von 1834 bis 2020 | Altendorf: Einwohnerzahlen von 1834 bis 2020 | Altendorf: Einwohnerzahlen von 1834 bis 2020 | Altendorf: Einwohnerzahlen von 1834 bis 2020 | Altendorf: Einwohnerzahlen von 1834 bis 2020 |
| --- | -------------------------------------------- | -------------------------------------------- | -------------------------------------------- | -------------------------------------------- |
| Jahr |                                              |                                              |                                              | Einwohner                                    |
| 1834 | 1834                                         |                                              | 330                                          | 330                                          |
| 1840 | 1840                                         |                                              | 350                                          | 350                                          |
| 1846 | 1846                                         |                                              | 346                                          | 346                                          |
| 1852 | 1852                                         |                                              | 327                                          | 327                                          |
| 1858 | 1858                                         |                                              | 297                                          | 297                                          |
| 1864 | 1864                                         |                                              | 355                                          | 355                                          |
| 1871 | 1871                                         |                                              | 341                                          | 341                                          |
| 1875 | 1875                                         |                                              | 303                                          | 303                                          |
| 1885 | 1885                                         |                                              | 267                                          | 267                                          |
| 1895 | 1895                                         |                                              | 245                                          | 245                                          |
| 1905 | 1905                                         |                                              | 250                                          | 250                                          |
| 1910 | 1910                                         |                                              | 247                                          | 247                                          |
| 1925 | 1925                                         |                                              | 260                                          | 260                                          |
| 1939 | 1939                                         |                                              | 270                                          | 270                                          |
| 1946 | 1946                                         |                                              | 466                                          | 466                                          |
| 1950 | 1950                                         |                                              | 400                                          | 400                                          |
| 1956 | 1956                                         |                                              | 328                                          | 328                                          |
| 1961 | 1961                                         |                                              | 302                                          | 302                                          |
| 1967 | 1967                                         |                                              | 293                                          | 293                                          |
| 1970 | 1970                                         |                                              | 297                                          | 297                                          |
| 1980 | 1980                                         |                                              | ?                                            | ?                                            |
| 1990 | 1990                                         |                                              | ?                                            | ?                                            |
| 2000 | 2000                                         |                                              | ?                                            | ?                                            |
| 2011 | 2011                                         |                                              | 225                                          | 225                                          |
| 2020 | 2020                                         |                                              | 250                                          | 250                                          |
| Datenquelle: Historisches Gemeindeverzeichnis für Hessen: Die Bevölkerung der Gemeinden 1834 bis 1967. Wiesbaden: Hessisches Statistisches Landesamt, 1968. Weitere Quellen: LAGIS; Stadt Naumburg; Zensus 2011 |                                              |                                              |                                              |                                              |

Historische Religionszugehörigkeit
| Quelle: Historisches Ortslexikon |                                                                   |
| • 1885:                          | 267 evangelische (= 100 %) Einwohner                              |
| • 1961:                          | 284 evangelische (= 94,04 %), 18 katholische (= 5,96 %) Einwohner |

## Politik
Der Ortsbeirat für den Ortsbezirk Altendorf besteht aus fünf Mitgliedern. Die Wahlbeteiligung zur Wahl des Ortsbeirats bei der Kommunalwahl 2021 betrug 78,16 %. Dabei wurden gewählt: drei Mitglieder der CDU und zwei Mitglieder der „Freien Wählergemeinschaft“. Der Ortsbeirat wählte Michaela Viereckt (CDU) zur Ortsvorsteherin.

## Kirche

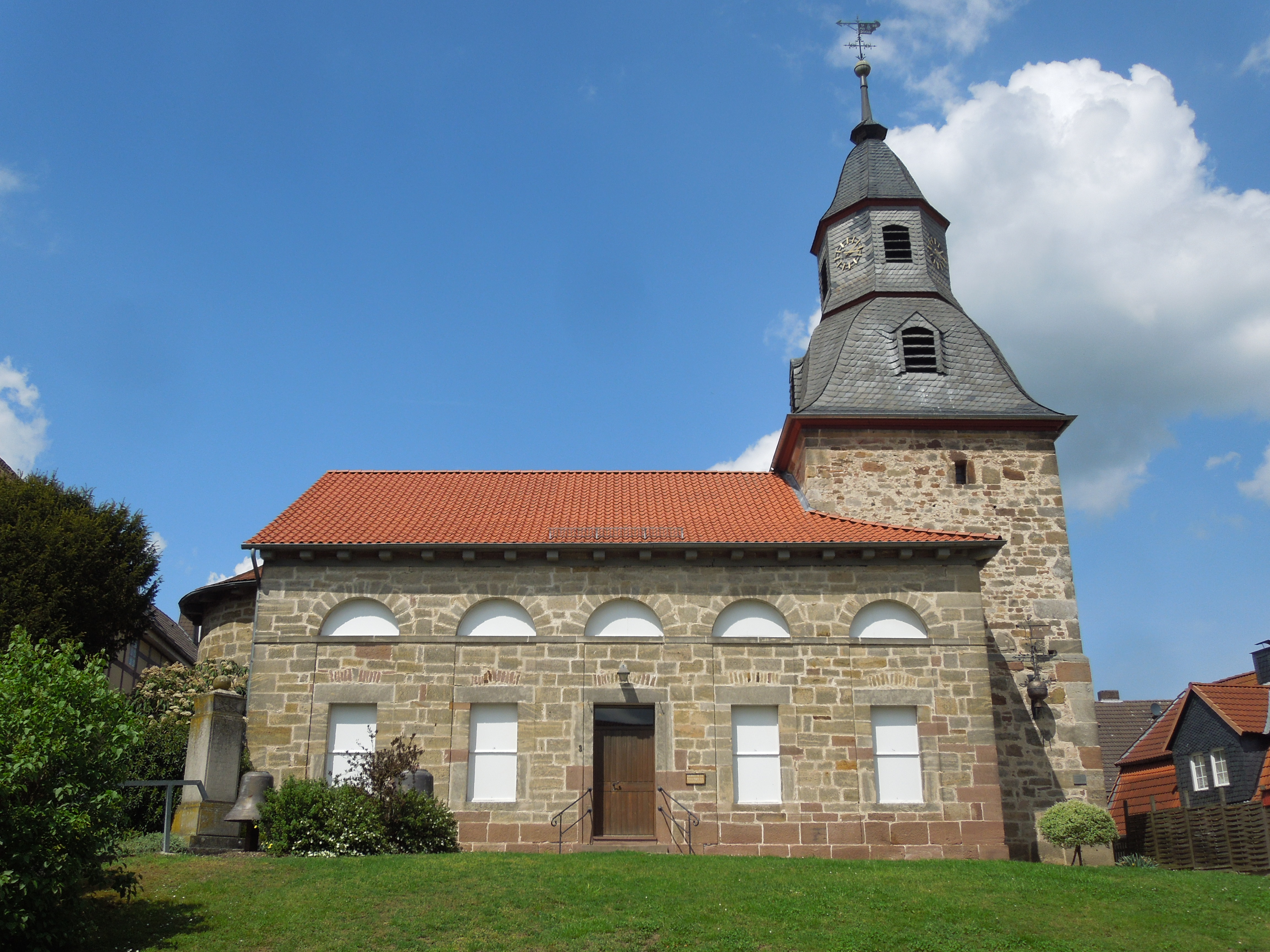
Die Bonifatiuskirche

Im Dorfkern liegt auf einer leichten Anhöhe die Bonifatiuskirche. Ihr Turm stammt aus dem 12. Jahrhundert, aber das heutige Kirchenschiff wurde 1830 erbaut.
Eine Kapelle wird im Bestandsverzeichnis der heutigen Wüstung Immenhausen bestätigt. Papst Innozenz (1198–1216) schenkte das Kirchenpatronat der Kapellen in Ippinghausen, Altendorf und Herberge dem Erzbistum Riga. 1444 übernahmen die hessischen Landgrafen das Patronat.

## Kultur und Sehenswürdigkeiten
- Riesenstein, ein Sandsteinfels, der vermutlich als vorzeitliche Opferstätte diente.

### Veranstaltungen
- Brunnenfest des Fördervereins Altendorf, jährlich im Juli.
- Nach über 70 Jahren finden vom 27. bis 29. Juni 2025 die Verbandstage der Feuerwehren des Wolfhager Landes wieder in Altendorf statt.